# Relapse
《Relapse》는 미국의 래퍼 에미넴의 여섯 번째 스튜디오 음반이다. 이 음반은 2009년 5월 15일 애프터매스 엔터테인먼트, 셰이디 레코드, 인터스코프 레코드에서 발매되었다. 작가의 폐색으로 4년간 녹음이 중단되고 처방전 수면제 중독에 이어 《Encore》 (2004년) 이후 첫 음반이었다. 이 음반의 녹음 세션은 2007년에서 2009년까지 여러 개의 녹음 스튜디오에서 진행되었으며, 닥터 드레, 마크 뱃슨, 에미넴은 프로듀싱을 담당하였다. 개념적으로, 《Relapse》는 그의 약물 재활의 끝, 비소설적인 재발 후에 랩을 하고 그의 슬림 셰이디의 변신을 다시 하는 것에 관한 것이다.
2009년 가장 기대되는 음반 중 하나인 《Relapse》는 첫 주에 608,000장이 팔리면서 미국 빌보드 200 차트에서 1위를 차지했다. 이 음반은 4개의 싱글곡인 〈Crack a Bottle〉, 〈We Made You〉, 〈3 a.m.〉, 〈Beautiful〉을 프로듀싱했으며, 홍보 싱글곡인 〈Old Time's Sake〉를 프로듀싱했다. 이 음반은 미국 음반 산업 협회로부터 더블 플래티넘 인증을 받기도 했고, 미국에서 3백만 장 이상 팔렸다.
《Relapse》은 발매과 동시에 대부분 엇갈린 평을 받았다. 비평가들은 이 작품을 칭찬했지만 에미넴의 가사와 퍼포먼스에 대한 반응은 엇갈렸다. 그러나 시간이 흐르면서 음반에 대한 비판적이고 팬의 반응이 바뀌었고, 많은 사람들이 일부 곡의 호러코어 측면과 감정적인 깊이를 칭찬했고, 이 음반은 추종자를 발견했다.